# 도나 리드
도나 리드(영어: Donna Reed, 본명: 도나 벨 뮬런저, 본명 영어: Donna Belle Mullenger, 1921년 1월 27일 ~ 1986년 1월 14일)는 미국의 배우이다. 프랭크 카프라 감독의 1946년 영화 《멋진 인생》의 메리 해치 베일리 역으로 잘 알려져 있다. 프레드 진네만 감독의 1953년 영화 《지상에서 영원으로》를 통해 아카데미 여우조연상을 수상했다.
1958년에서 1966년까지 TV 시트콤 《도나 리드 쇼》에서 중산층 주부인 주인공 도나 스톤 역으로 출연했다. 이 역을 통해 다수의 에미상 후보에 올랐으며, 1963년에는 골든 글로브상 베스트 TV 스타상 후보에 오르기도 했다.

## 출연 작품
- 아이즈 인 더 나이트 (1942)
- 더 휴먼 코미디 (1943)
- 도리언 그레이의 초상 (1945)
- 데이 워 익스펜더블 (1945)
- 멋진 인생 (1946) - 메리 해치 베일리 역
- 지상에서 영원으로 (1953) - 앨마 "로렌" 버크 역
- 내가 마지막 본 파리 (1954)